# Rosemary Deveson
Rosemary Doris Deveson, née le 28 décembre 1921 à Bowsman (en) au Manitoba au Canada et mort le 14 mars 2008 à Burnaby, est une danseuse et chorégraphe  canadienne, connue par son nom de scène dans les ballets russes : Natasha Sobinova.

## Biographie
Enfant, elle passe un an en Angleterre où elle s'initie au ballet.
En 1934, elle déménage à Vancouver avec sa famille, où elle étudie avec June Roper. Rosemary Deveson joue avec le groupe de June Roper pour des événements caritatifs, des soirées cabarets et des célébrations civiques. En 1938, à l'âge de 16 ans, elle est engagée, avec Patricia Meyers, par le colonel de Basil pour rejoindre immédiatement l'Original Ballet Russe, autre nom des ballets russes du colonel W. de Basil. Elle reçoit le nom de « Natasha Sobinova » et tourne avec la troupe aux États-Unis, en Europe,, et en Australie.
Rosemary Deveson retourne à Vancouver en 1940 et ouvre une école de danse, formant de nombreux danseurs, notamment Lynn Seymour et Lois Smith,.
Rosemary Deveson chorégraphie pour la compagnie de comédies musicales, Theatre Under The Stars (Vancouver) (en), et apparait dans des spectacles parrainés par la Vancouver Ballet Society.
Dans les années 1980, elle continue à enseigner au Richmond Arts Centre. Deveson a été honoré par le Hall of Fame BC Entertainment à Vancouver en 1995.

## Vie privée
À la fin des années 1940, Rosemary Deveson déménage à New York, où elle épouse l'acteur James Westerfield. Au milieu des années 1950, elle retourne à Vancouver, et épouse l'architecte Gerald Hamilton en 1956 et eurent 3 enfants. Rosemary et Gerald se séparent en 1967. En 1973, Rosemary épouse David Livingston, né à Vancouver.

## Répertoire

### avec les Ballets russes
- 1938 : Protée de David Lichine, musique de Claude Debussy, 5 juillet à Covent Garden[10].
- Choreartium, de Leonide Massine
- Jeux d'enfants, musique de Georges Bizet
- 1940 : Le Mariage d'Aurore
- 1940 : Cendrillon de Michel Fokine
- 1940 : Paganini de Michel Fokine
- 1940 : Papillons de Michel Fokine
- 1940 : Le Pavillon, musique de Borodin, ballet de Boris Kochno, chorégraphie de David Linchine
- 1940 : Graduation Ball (en) de David Lichine, musique de Johann Strauss, arrangement d'Antal Dorati, 1er mars, au Théâtre Royal, Sydney[11]. "La Sylphide and the Scotsman " : pas de deux pour Natasha Sobinova et Paul Petroff.